# Museo Erótico Beate Uhse
El Museo Erótico Beate Uhse fue un museo inaugurado en 1996 y clausurado en 2014 que exponía objetos sobre el erotismo y la vida de Beate Uhse. Estaba ubicado en el distrito de Charlottenburg de Berlín (Alemania). 

## Historia
El museo fue fundado el 19 de enero de 1996. Estuvo ubicado sobre el primer sex shop del mundo, inaugurado por la piloto de acrobacias y empresaria alemana Beate Uhse. El edificio de 1800 m² mostraba en dos pisos de espacio de exposición, con alrededor de 5000 testimonios de históricos de erotismo en diversas épocas y de diferentes pueblos y culturas.
El museo cerró en agosto de 2014, mientras que el sex shop hizo lo mismo el 14 de septiembre.
Inicialmente se intentó una reapertura en una nueva ubicación, pero no se pudo realizar en vista del desarrollo del mercado. Se registró una pérdida de valor de 1.2 millones de euros para las exhibiciones en el informe anual de 2015.
El 25 de enero de 2020, la casa Historia subastó más de 500 antigüedades exhibidas del museo erótico Beate Uhse.

## Exposición
La exposición mostró antiguos pergaminos japoneses y chinos, miniaturas indias, escenas de harén persas, también motivos fálicos y un santuario falo original de Japón. Las esculturas de fertilidad vinieron de Indonesia, la danza y las máscaras genitales de África . La mayoría de los gráficos eróticos y los primeros condones vinieron de Europa. El trabajo erótico de Heinrich Zille se extendió especialmente para Berlín y la vida de Magnus Hirschfeld fue particularmente apreciada. Las primeras películas pornográficas del mundo de Francia, Bohemia y Hungría fueron exhibidas en una sala. 